# Pijao (Colombia)
Pijao è un comune della Colombia facente parte del dipartimento di Quindío.
L'abitato venne fondato da un gruppo di coloni nel 1902 con il nome "San José de Colón". Il comune venne istituito nel 1926 ed assunse la denominazione attuale nel 1931.